# Adenbach
Adenbach là một đô thị thuộc huyện Kusel, bang Rheinland-Pfalz, phía tây nước Đức. Đô thị Adenbach có diện tích 2,94 km², dân số thời điểm ngày 31 tháng 12 năm 2006 là 183 người.